# نینگیریما
نینگیریما الهه بین‌النهرینی بود که با طلسم مرتبط بود و از همان دوره دودمان نخستین گواهی شده است. او همچنین با مارها، ماهی و آب ارتباط داشت. طبق فهرست خدای آن = آنوم و منابع دیگر، او به عنوان خواهر انلیل در نظر گرفته می‌شد. در حالی که پیشنهاداتی مبنی بر ادغام او با خدای مونگوس نینکیلیم را می‌توان در ادبیات مدرن یافت، این نظریه هیچ پشتیبانی مستقیمی در منابع اولیه پیدا نمی‌کند.
اهمیت او در هزاره دوم پیش از دوران مشترک کاهش یافت، اما در برخی مکان‌ها، مانند اور، پس از فتح بین‌النهرین توسط هخامنشیان در هزاره اول پیش از دوران مشترک، همچنان پرستش می‌شد.

## پرستش
مورو، شهری در نزدیکی بادتیبیرا یکی از مرکزهای آیینی نینگیریما بود. در دوره‌های بعدی، این شهر مرکز آیینی برای خدای مونگوس نینکلیم و زنش، نین-مورو شد.

## ارتباط با سایر خداییان
در فهرست خدای آن = آنوم به نینگیریما به عنوان خواهر انلیل اشاره شده است. او در طلسمی سومری نیز که هنوز منتشر نشده است، خواهر او دانسته می‌شود.